# Szerhij Mikolajovics Morozov
Szerhij Mikolajovics Morozov (1961. január 15. –) egykori ukrán labdarúgó.

## Sikerei, díjai
FK Sahtar Doneck:
- Szovjet labdarúgókupa: 1980, 1983
- Szovjet labdarúgó-szuperkupa: 1983
- Kupagyőztesek Európa-kupája gólkirály : 1983-84

### Egyéni
- Észt labdarúgó-bajnokság gólkirály: 1994-95

## Fordítás
- Ez a szócikk részben vagy egészben  a   Serhiy N. Morozov című angol Wikipédia-szócikk fordításán alapul.  Az eredeti cikk szerkesztőit annak laptörténete sorolja fel. Ez a jelzés csupán a megfogalmazás eredetét és a szerzői jogokat jelzi, nem szolgál a cikkben szereplő információk forrásmegjelöléseként.